# Jean-Baptiste Reboul

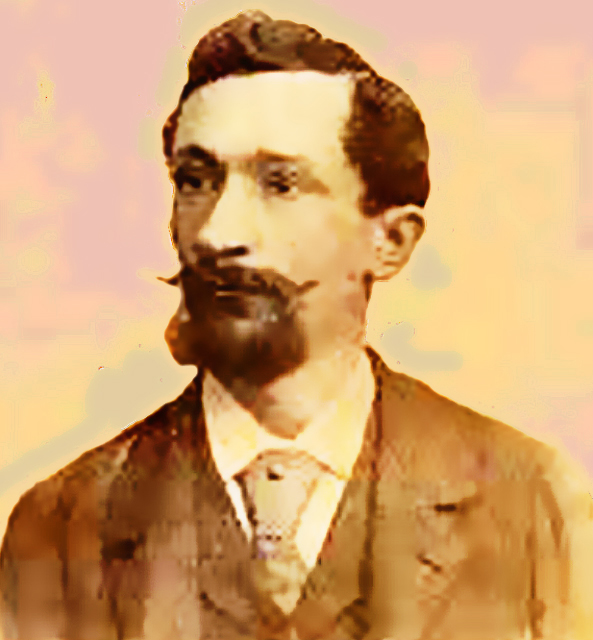
Jean-Baptiste Reboul

Jean-Baptiste Joseph Marius Reboul (* 12. April 1862 in La Roquebrussanne, Département Var; † 1926 in Marseille) war ein französischer Koch. Er machte sich einen Namen, indem er die Rezepte der provenzalischen Küche sammelte und allgemein bekannt machte.
Reboul erlernte das Kochhandwerk in Hotels in Montreux am Genfersee, bevor er 1884 nach Marseille ging. Während einiger Jahre wechselte er seinen Arbeitsort saisonal wohl zwischen der Schweiz und der Provence, bevor er sich endgültig in Marseille niederließ. Er war Küchenchef im Hôtel de Castille und im Hôtel du Luxembourg, nach 1900 wurde er Koch im Hause der bekannten Familie Prat-Noilly. Hier scheint er für den Rest seiner Laufbahn geblieben zu sein.
Reboul sammelte die provenzalischen Rezepte in seinem Handbuch La Cuisinière provençale, dessen erste Auflage 1897  sofort ein großer Erfolg wurde. Ein Exemplar der sechsten Auflage von 1910 sandte er an den Dichter Frédéric Mistral; dieser gab es an das 1896 gegründete Museon Arlaten, ein provenzalisches Kulturmuseum in Arles, und bat Reboule, die Namen der Gerichte auf Provenzalisch hinzuzufügen. Dies geschah in den folgenden Auflagen.
Das Kochbuch umfasst 1.120 Rezepte und 365 Menüs. Es ist seither in 24 Auflagen (insgesamt 250.000 Exemplare) erschienen, hat noch immer Nachfrage und wird bis heute regelmäßig neu aufgelegt, auch in bearbeiteten Fassungen.

## Werke
- Die provenzalische Köchin (Originaltitel: La Cuisinière provençale). 1897 ISBN 2-263-02209-0